# Smerinthus cerysii
Smerinthus cerysii är en fjärilsart som beskrevs av Smith 1888. Smerinthus cerysii ingår i släktet Smerinthus och familjen svärmare. Inga underarter finns listade i Catalogue of Life.